# Ann Hughes
Pour les articles homonymes, voir Hughes.
Ann Hughes, née le 21 janvier 1960 à Crosby, est une judokate britannique. 
Elle est notamment championne du monde de judo en 1986 à Maastricht dans la catégorie des moins de 56 kg.

## Palmarès international
| Année | Compétition           | Lieu       | Résultat | Catégorie      |
| ----- | --------------------- | ---------- | -------- | -------------- |
| 1981  | Championnats d'Europe | Madrid     | 1re      | Moins de 61 kg |
| 1983  | Championnats d'Europe | Gênes      | 1re      | Moins de 61 kg |
| 1984  | Championnats d'Europe | Pirmasens  | 3e       | Moins de 61 kg |
| 1985  | Championnats d'Europe | Landskrona | 3e       | Moins de 61 kg |
| 1986  | Championnats d'Europe | Londres    | 3e       | Moins de 56 kg |
| 1986  | Championnats du monde | Maastricht | 1re      | Moins de 56 kg |
| 1987  | Championnats d'Europe | Paris      | 2e       | Moins de 56 kg |
| 1987  | Championnats du monde | Essen      | 3e       | Moins de 56 kg |
| 1989  | Championnats du monde | Belgrade   | 2e       | Moins de 56 kg |
| 1990  | Jeux du Commonwealth  | Auckland   | 3e       | Moins de 56 kg |